# Knockout City
Knockout City es un videojuego de acción desarrollado por Velan Studios. El editor Electronic Arts lanzó el juego para Microsoft Windows, Nintendo Switch, PlayStation 4 y Xbox One en mayo de 2021 bajo el sello EA Originals. Velan Studios se hizo cargo de las tareas de publicación en junio de 2022 y el juego pasó a ser un título completamente gratuito el 1 de junio de 2022. Los servidores públicos del juego cerraron el 6 de junio de 2023, lo que puso fin a la posibilidad de jugarlo en todas las consolas; sin embargo, está disponible una versión separada desarrollada para Windows, diseñada para que los jugadores alojen sus propios servidores privados.

## Jugabilidad
Knockout City es un videojuego multijugador competitivo por equipos cuyas reglas de juego se parecen a las del dodgeball. El objetivo del jugador es atacar a los enemigos del equipo contrario noqueándolos con una pelota. Hay varios tipos de pelotas en el juego, incluida la Moon Ball, que permite al jugador que la sostiene saltar más alto, y la Bomb Ball, que es una bomba de tiempo que explota al impactar. Un jugador también puede lanzar a otro jugador como una pelota. Cuando está listo para lanzar una pelota, el jugador apunta y fija a un enemigo; mantener presionado el botón de lanzamiento carga la pelota para un tiro más rápido que puede ser más difícil de atrapar. Un lanzamiento exitoso no depende de la precisión del lanzamiento, sino de la posición y la estrategia del jugador. Los jugadores pueden esquivar o atrapar una pelota que les lancen y reaparecerán después de ser golpeados por una pelota dos veces. El jugador también puede simular un lanzamiento y placar a un oponente que tenga una pelota en la mano. A medida que el jugador progresa en el juego, recibirá Holobux, que se puede gastar en la Brawl Shop para desbloquear varios elementos de personalización.
En el lanzamiento, el juego incluye cinco mapas y seis modos. Todos los mapas se desarrollan en una metrópolis futurista llamada Knockout City y cada mapa también presenta varios peligros ambientales que pueden dejar inconsciente a un jugador. Los modos anunciados incluyen Team KO, que es una variante de team deathmatch, Diamond Dash, en el que los jugadores deben recolectar diamantes dejados caer por los enemigos derrotados, y Ball-Up Brawl, un modo de cuatro contra cuatro en el que el jugador debe lanzar a sus compañeros de equipo para eliminar enemigos. El jugador también puede formar una tripulación de un máximo de 32 jugadores.

## Desarrollo y lanzamiento
Knockout City fue desarrollado por Velan Studios, que ya había lanzado Mario Kart Live: Home Circuit en 2020. El equipo, que cuenta con unos 85 empleados, pasó cuatro años desarrollando el juego. Velan Studios describió el juego como un título de "dodgebrawl", y su director ejecutivo, Karthik Bala, agregó que el equipo eligió el dodgeball como el bucle de juego central del juego porque se consideró un deporte "intuitivo". El juego fue diseñado para ser accesible tanto para los recién llegados, como lo suficientemente complejo para los jugadores competitivos. Velan Studios construyó un motor llamado Viper para impulsar el juego y creó un script de programación llamado V-script, que tenía como objetivo contrarrestar la latencia de red.
El editor Electronic Arts anunció en marzo de 2019 que había firmado un acuerdo de publicación con Velan Studios. Se publicó bajo la iniciativa EA Originals del editor, que tiene como objetivo apoyar los juegos independientes. El juego se anunció oficialmente a través de un Nintendo Direct el 17 de febrero de 2021. Se realizó una versión beta del juego del 2 al 4 de abril de 2021 para PC y consolas. Knockout City se lanzó para Microsoft Windows, Nintendo Switch, PlayStation 4 y Xbox One (con compatibilidad mejorada con versiones anteriores para PlayStation 5 y Xbox Series X y Series S) el 21 de mayo de 2021, con juego multiplataforma y progresión compartida entre plataformas. Velan concibió el juego como un servicio en vivo y presentará contenido nuevo periódicamente a través de temporadas. Cada temporada dura entre nueve y trece semanas.
En abril de 2021, se anunció que el juego estaría disponible para jugar sin costo para los suscriptores de EA Play y Xbox Game Pass Ultimate. Más tarde se anunció que el juego sería gratuito durante los primeros diez días tras su lanzamiento. El juego atrajo a 2 millones de jugadores en su primera semana de lanzamiento. Después de la prueba de lanzamiento, EA anunció que el juego sería gratuito hasta que el jugador alcanzara el nivel 25. Tras el lanzamiento de la temporada 6, el juego pasó a ser un título totalmente gratuito el 1 de junio de 2022. Velan Studios también reemplazó a EA para publicar el juego por su cuenta. Los jugadores que ya habían comprado el juego recibieron extras en el juego, como elementos de personalización, mejoras de XP y Holobux adicionales. El 19 de septiembre de 2022, Velan Studios anunció que el juego se trasladará de los servicios en línea de Origin de EA a Epic Online Services con el parche de la versión 7.1. Hasta el lanzamiento del parche de la versión 8.1 el 10 de enero de 2023, estuvo disponible un sistema de migración de cuentas única de EA a Epic.
En febrero de 2023, se anunció que, después de completar la novena temporada del juego, este se cerraría el 6 de junio de 2023, aunque una versión de Windows compatible con servidores alojados privados estaría disponible después del cierre.

## Recepción
Knockout City recibió críticas generalmente positivas tras su lanzamiento según Metacritic. Algunos críticos compararon Knockout City con Rocket Arena, un juego de 2020 también publicado por Electronic Arts.

### Premios y reconocimientos
Knockout City fue nominado a "Mejor juego multijugador" en The Game Awards 2021, y "Juego en Línea del Año" en los 25th Annual D.I.C.E. Awards.